# 興華街

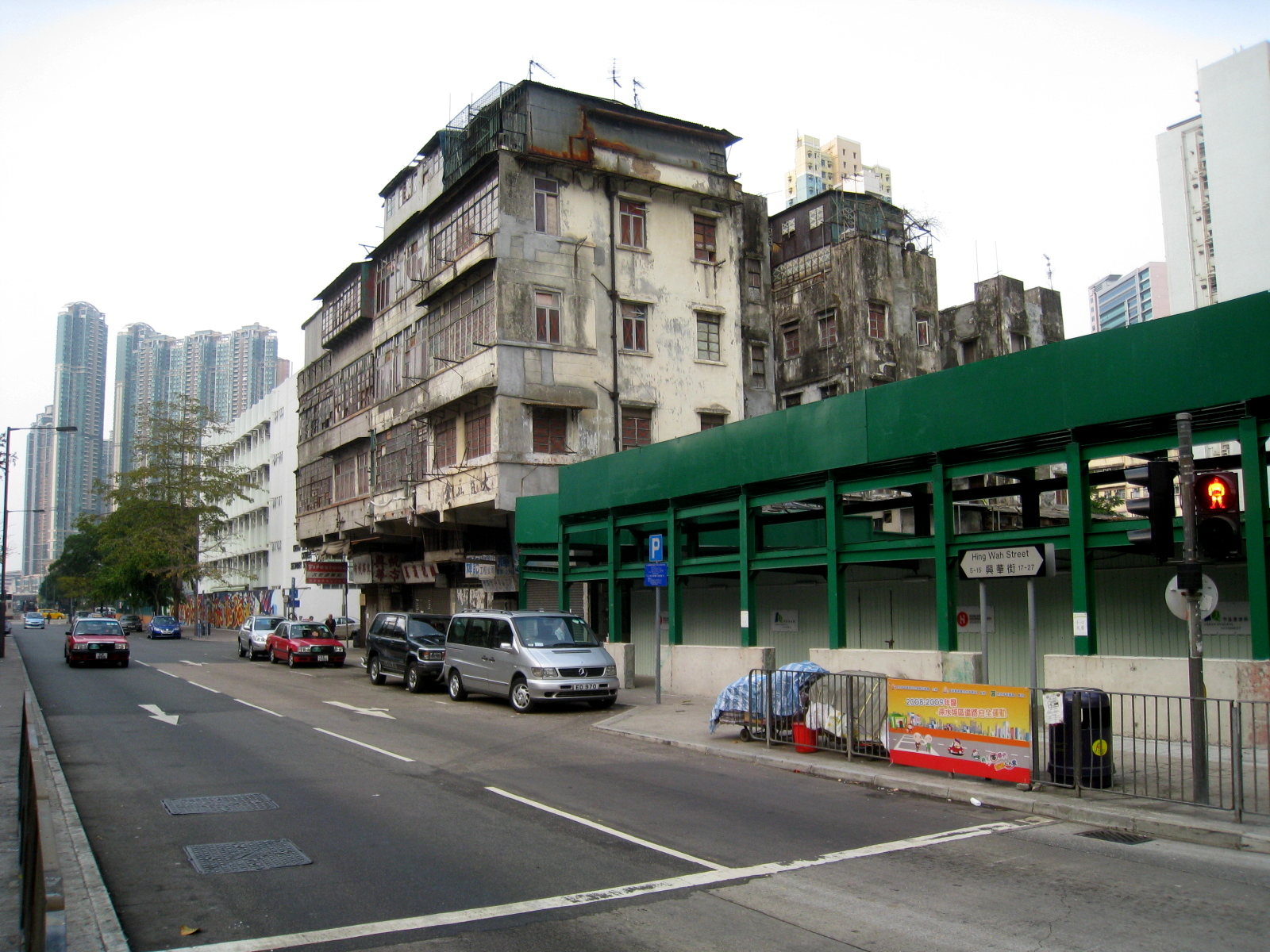
興華街鄰近元州街路段

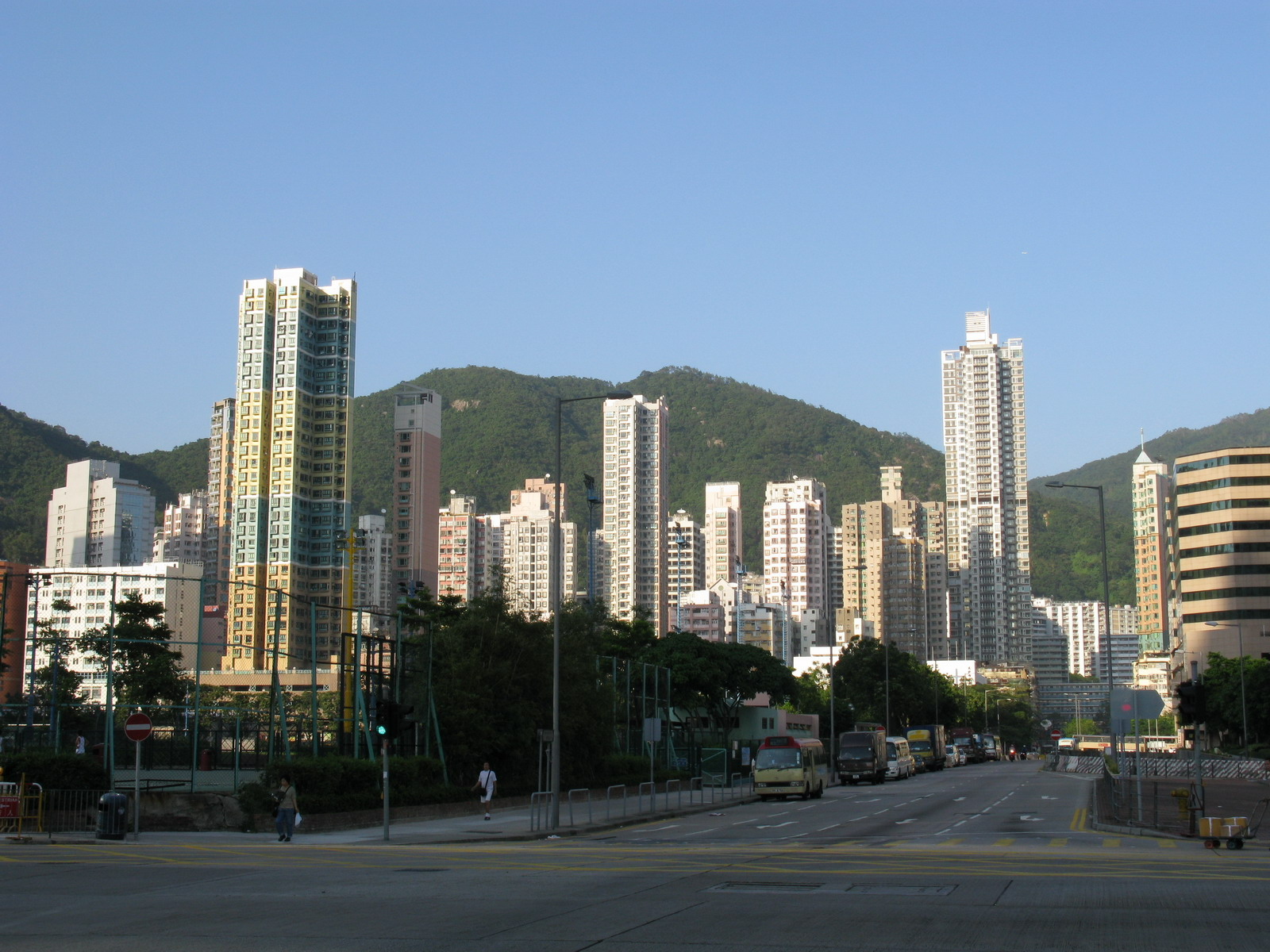
從興華街近荔枝角道向北眺望尖山下的長沙灣

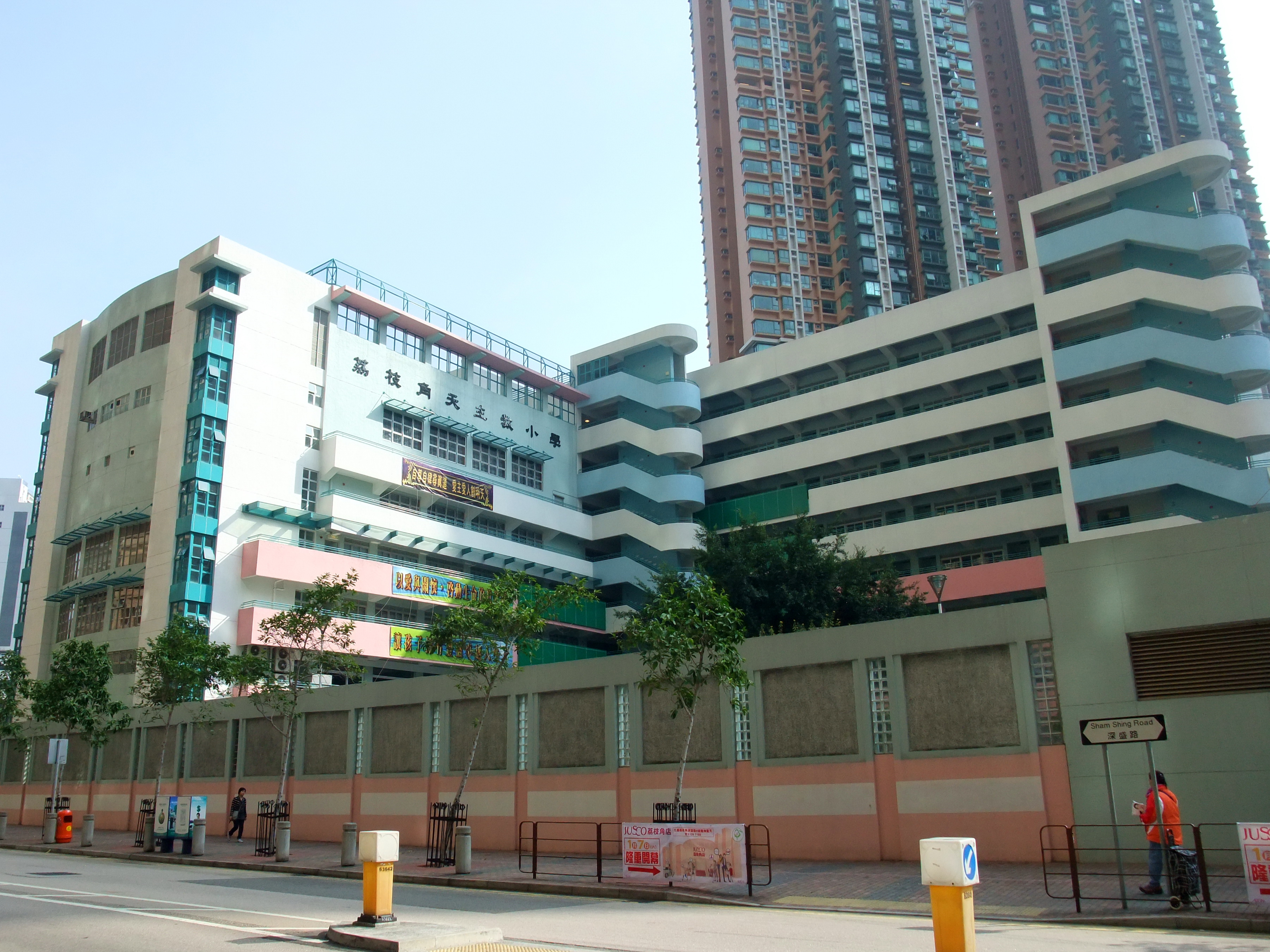
荔枝角天主教小學

興華街（英語：Hing Wah Street）是香港九龍深水埗區的一條道路，由昔日長沙灣海旁的通州街起，向東北推進至蘇屋邨杜鵑樓對開一段保安道止。
興華街西（英語：Hing Wah Street West）是香港深水埗區及葵青區的一條道路，屬興華街的延長路段。

## 概要

### 興華街
早於1970年代初，政府計劃擴闊興華街，預留作日後轉為多線雙程行車之用。到1988年，市政局耗資118萬元將興華街的鐵皮屋拆卸，改建成花槽美化環境。長沙灣道與荔枝角道之間一段的興華街同時進行擴闊工程。
興華街大致把長沙灣工業區和長沙灣住宅區分開，故此街道兩旁的土地用途相當多樣化，而此街道亦為青山道及長沙灣道前往西區海底隧道和西九龍走廊之主要命脈。
2017年底，運輸署將興華街圍封多年的部份重開，並將其中一條南行行車線改為北行，以配合該處現時的交通需求。

### 興華街西
在20世紀90年代的西九龍填海計劃中，長沙灣通州街對開海面與其隔岸的昂船洲被填成陸地，興華街被大幅度延長至昂船洲以北的新填地上，而為方便編配門牌號碼，從連接興華街首段起需改稱為興華街西，同時可讓人辨識到，此路段在興華街的西面。在相同情況下，被冠上新名字的深水埗區街道還有發祥街、東京街和欽州街。
興華街西起點在通州街及興華街交界，通過跨越連翔道西九龍公路和港鐵路軌的行車天橋，以及工業區附近兩個迴旋處，抵達昂船洲以北的葵涌貨櫃碼頭7號迴旋處的終點，這裡有引路連接全球最長斜拉橋之一的昂船洲大橋。
接近長沙灣一段由住宅區及附設的學校組成，而新海旁和昂船洲一段則發展為重型工業區，建有車廠、船廠和廢物處理設施，當中位於新海旁的船廠，是從填海前的荔枝角道海旁（即現時昇悅居及泓景臺）搬遷到該處，街道盡頭就是國際知名的葵涌貨櫃碼頭。
在興華街西的船塢附近，亦設有荔枝角雨水排放隧道的排水口；該工程在2008年開始動工，並已於2012年10月18日啟用。工程涉及拆除約65米長的海堤，並影響面積約650平方米的前濱及海床。

## 爭議

### 部分行車線遭圍封20多年
2017年10月31日，申訴專員公署公布，長沙灣道與荔枝角道之間一段的興華街在1990年代初完成擴闊後雖約有三條行車線的闊度，但隨即被圍封20多年，運輸署並無記錄誰部門決定圍封，並解釋因長沙灣臨時家禽批發市場未有如期搬遷，在原址發展房屋計劃方案未能落實，在欠缺需求下一直圍封。該範圍在2010年被人多次棄置建築廢料。路面於2016年12月起改為行人道，到2017年10月全面開放讓公眾使用。

## 交匯道路

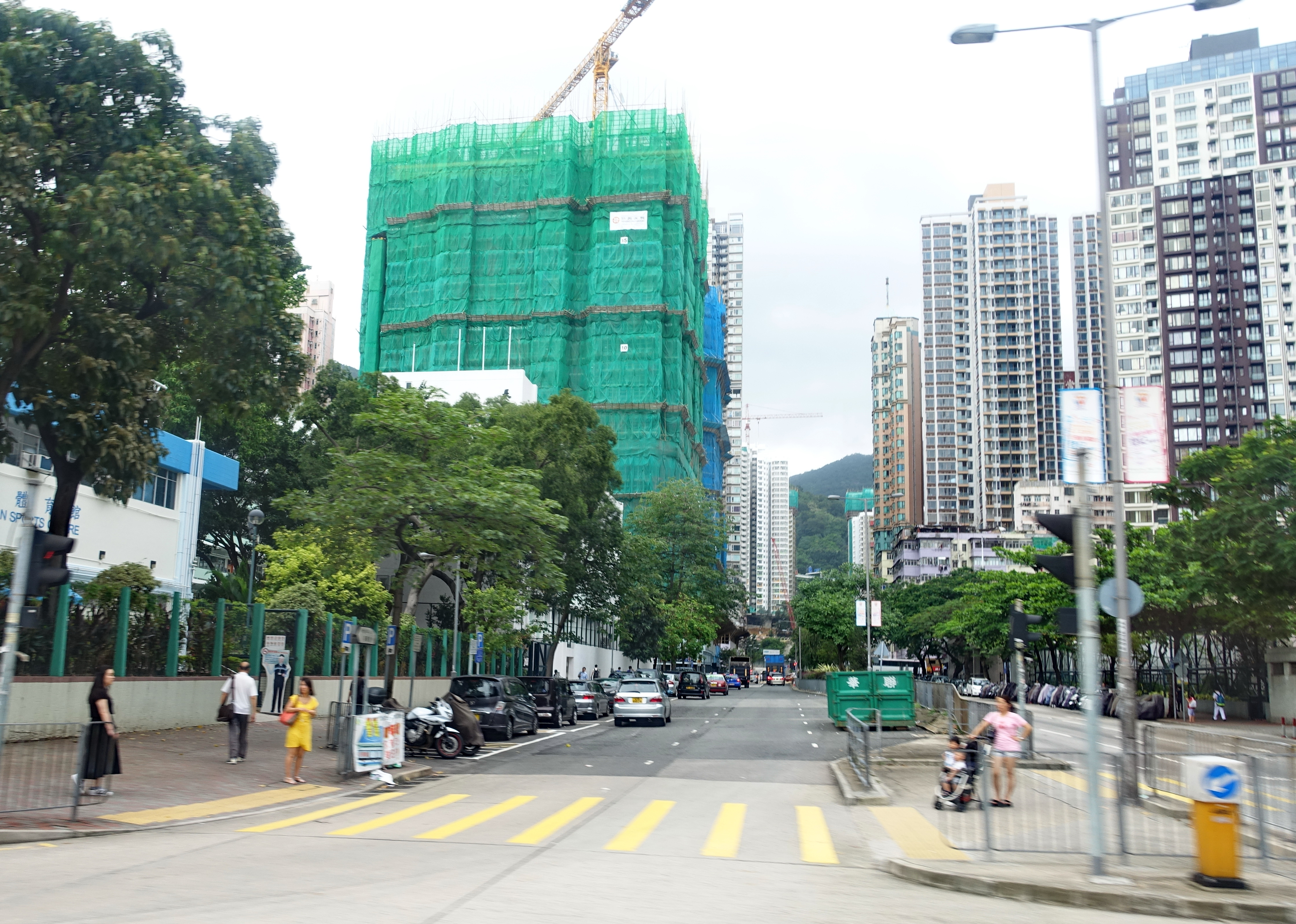
興華街與長沙灣道交界，建築中的是香港房屋協會私人住宅發展項目「喜漾」。

### 興華街
- 通州街
- 荔枝角道
- 幸福街
- 幸祥街
- 長沙灣道
- 福榮街
- 元州街
- 青山道
- 順寧道
- 保安道

### 興華街西
- 通州街
- 深盛路
- 荔康街
- 深旺道
- 連翔道
- 荔寶路
- 青沙公路
- 昂船路
- 貨櫃碼頭南路

## 沿線建築物

### 興華街
- 西九龍走廊
- 長沙灣臨時家禽批發市場
- 深水埗運動場
- 香港專業教育學院黃克競分校
- 幸俊苑
- 貿易廣場
- 長沙灣體育館
- 長沙灣天主教英文中學
- 元州邨

### 興華街西
- 西九龍走廊
- 宇晴軒
- 荔枝角天主教小學 （页面存档备份，存于）
- 碧海藍天
- 聖公會聖馬利亞堂莫慶堯中學
- 聖公會聖安德烈小學
- 德貞女子中學 （页面存档备份，存于）
- 海達邨
- 西九龍公路
- 海盈邨
- 城巴西九龍車廠
- 九巴荔枝角車廠
- 新渡輪船廠
- 荔枝角雨水排放隧道排水口
- 合興船務工程(香港)有限公司船廠
- 信德中旅船廠
- 宏德大廈
- 財利船廠
- 珠江集團船廠
- 海洋造船廠
- 荔枝角食水售賣站
- 西九龍廢物轉運站
- 西九龍二號污水泵房
- 葵涌8號貨櫃碼頭